# 債務不存在確認訴訟
債務不存在確認訴訟（さいむふそんざいかくにんそしょう）とは、権利の存否について紛争がある場合に、義務者とされている者が原告となり、権利者と主張している者を被告として、被告の主張する原告の債務が存在しないことの確認を求める訴訟である。訴訟においては通常、原告が債権を主張するところ、債務不存在確認訴訟では原告が債務の不存在を主張し、被告が債務の存在を主張することから、訴訟物の特定、証明責任の所在、既判力の範囲、給付訴訟との関係など様々な問題が生じうる。

## 概要
債務不存在確認訴訟も確認訴訟の一種であるから、確認の利益が必要である。もっとも、原告と被告との間で権利の存否ないし内容について争いがあれば確認の利益があるとされる。
債務不存在確認訴訟の被告が、原告に対して、原告の債務の履行を求める反訴を提起することも多い。一見するとこのような反訴は、本訴と訴訟物（訴訟の対象）たる権利が同一であるから二重起訴に当たるようにも思えるが、本訴被告が債務不存在確認で勝訴しても債務名義を得ることはできないので、本訴被告の債務名義の取得の必要性からこのような反訴も適法と解されている。このような反訴が提訴された場合においては本訴の確認の利益は失われることから、本訴が取り下げられない限り、本訴は却下されることとなる（最判平成16年3月25日民集58巻3号753ページ）。